# Bolbena assimilis
Bolbena assimilis är en bönsyrseart som beskrevs av Johann Heinrich Kaltenbach 1996. Bolbena assimilis ingår i släktet Bolbena och familjen Iridopterygidae. Inga underarter finns listade i Catalogue of Life.